# Sudaria simaluris
Sudaria simaluris – gatunek kosarza z podrzędu Laniatores i rodziny Assamiidae.

## Występowanie
Gatunek występuje na wyspie Simalur.